# 前528年
| 千纪： | 前1千纪 |
| 世纪： | 前7世纪 \| 前6世纪 \| 前5世纪 |
| 年代： | 前550年代 \| 前540年代 \| 前530年代 \| 前520年代 \| 前510年代 \| 前500年代 \| 前490年代                                                                                            |
| 年份： | 前533年 \| 前532年 \| 前531年 \| 前530年 \| 前529年 \| 前528年 \| 前527年 \| 前526年 \| 前525年 \| 前524年 \| 前523年                                                              |
| 纪年： | 周景王十七年 魯昭公十四年 齐景公二十年 晋昭公四年 秦哀公九年 宋元公四年 楚平王元年 卫灵公七年 陈惠公六年 蔡平侯三年 曹武公二十七年 郑定公二年 燕共公元年 吴王馀眛十六年 杞平公八年 |

## 大事記
- 釋迦牟尼悟道，開啟他的傳教事業。
- 莒著丘公卒，子莒郊公嗣位，諸公子迎立去疾弟庚輿，是為莒共公。莒郊公逃到齊國。
- 曹武公卒，子曹平公嗣位。
- 鲁国南蒯叛乱。

## 逝世
- 曹武公
- 莒著丘公
- 蔓成然，楚国大夫